# Time's Runnin' Out
Albums de Brand Nubian
Fire in the Hole
(2004) Enter the Dubstep 2
(2010)
Time's Runnin' Out est le sixième album studio de Brand Nubian, sorti le 21 août 2007.
Bien qu'il n'en soit pas fait mention sur le disque, les morceaux de l'album ont été enregistrés dix ans auparavant, avant Foundation. L'introduction de Go Hard fait référence à l'année 1997 (« 97 shit / This ain't brand new shit / What? / Thought you motherfuckers knew. »), tandis que le second couplet de Brand Nu Hustle mentionne l'année 1998 (« In '98 you'll still find me at the weed gate / Nigga, we straight, even though we drop late. »).
Alors que la plupart des titres sont restés inédits jusqu'en 2007, A Child Is Born figure sur la bande originale du documentaire Soul in the Hole, en 1997, Time is Running Out sur celle du film Slam, en 1998, et la chanson Rockin' It est publiée sur un maxi en collaboration avec D.I.T.C., en 2000.

## Liste des titres
| No  | Titre                                                        | Contient un (des) sample(s) de                                                                           | Durée |
| --- | ------------------------------------------------------------ | --- | ----- |
| 1.  | Intro (Produit par Grand Puba)                               | | 0:48  |
| 2.  | Seen Enough (Produit par Lord Jamar)                         | | 4:02  |
| 3.  | Girls, Girls, Girls (Produit par DJ Alamo)                   | Girls, Girls, Girls de Jay-Z featuring Q-Tip, Slick Rick et Biz Markie Flashback de Dee Dee Sharp Gamble | 4:01  |
| 4.  | One Time (Produit par DJ Alamo)                              | Heart of Stone de Silver Convention                                                                      | 4:22  |
| 5.  | Scientists of Sound (Produit par Lord Finesse et Grand Puba) | Free Again de Gap Mangione Heaven at Once de Kool & The Gang                                             | 4:50  |
| 6.  | Time's Runnin' Out (Produit par Brand Nubian)                | | 4:14  |
| 7.  | Brand Nu Hustle (Produit par Grand Puba)                     | | 3:40  |
| 8.  | Once Again (Produit par Lord Jamar)                          | | 3:22  |
| 9.  | Rockin' It (Produit par Grand Puba)                          | | 3:41  |
| 10. | I Wanna Hear It (Produit par Grand Puba)                     | I Want to Hear It From You de Lou Rawls                                                                  | 3:34  |
| 11. | A Child Is Born (Produit par Vance Wright)                   | | 4:18  |
| 12. | Right Here (Produit par Grand Puba)                          | | 4:23  |
| 13. | Enjoy Yourself (Produit par Grand Puba)                      | | 4:08  |
| 14. | Go Hard (Produit par Lord Jamar)                             | Tropical Scene du Jonny Teupen Group                                                                     | 3:06  |
| 15. | Somebody Told a Lie (Produit par Lord Jamar)                 | Sweet Stuff de Sylvia Robinson                                                                           | 4:14  |